# Юрятино (Калузька область)
Юрятино (рос. Юрятино) — присілок в Таруському районі Калузької області Російської Федерації.
Населення становить 45 осіб. Входить до складу муніципального утворення Село Волковське.

## Історія
Від 2004 року входить до складу муніципального утворення Село Волковське

## Населення
| 2002 | 2004 | 2010 |
| ---- | ---- | ---- |
| 69   | ↘47  | ↘45  |